# Kirchstetten
Kirchstetten là một thị xã in district of Sankt Pölten-Land trong bang Niederösterreich.